# Boris Decanidze
Boris Dekanidze (en georgià: ბორის დეკანიძე, 13 de desembre de 1962 - 12 de juliol de 1995) fou el líder de la Brigada de Vílnius, una organització criminal de Lituània. El 1994 va ser condemnat a mort per ordenar l'assassinat del periodista Vitas Lingys, essent l'última persona executada a Lituània abans de l'abolició de la pena de mort el 1998.
Dekanidze va néixer el 13 de desembre de 1962 a Vilnius, fill d'una família jueva georgiana. El seu pare era propietari d'un hotel a Vilnius. A partir de 1987, va formà part de l'organització criminal anomenada Brigada de Vílnius, relacionada amb diverses activitats il·legals com el blanqueig de capital, tràfic de persones o extorsió. A principis de la dècada de 1990, ja liderava l'organització. El 1993 un dels fundadors i editors del diari Respublika, Vitas Lingys, va ser assassianat a trets a Vílnius. Lingys havia rebut amenaces de mort per haver investigat les activitats del crim organitzat a Lituània, i Dekanidze va ser detingut sota l'acusació d'haver ordenat el crim. El 10 de novembre de 1994, Dekanidze va ser condemnat a mort i Igor Akhremov (l'autor material) va ser condemnat a cadena perpètua. Va ser executat el 12 de juliol de 1995 a Vílnius per un sol tret al cap, tot i que en aquells moments el Parlament lituà estava debatent l'abolició de la pena de mort.